# Alfred Gilman
Alfred Goodman Gilman (ur. 1 lipca 1941 w New Haven, zm. 23 grudnia 2015 w Dallas) – amerykański fizjolog, laureat Nagrody Nobla w dziedzinie fizjologii lub medycyny w 1994 roku (z Martinem Rodbellem) za odkrycie białek G i roli tych białek w przenoszeniu sygnałów wewnątrz komórek.
W 1981 został profesorem Południowo-Zachodniego Centrum Medycznego Uniwersytetu Teksańskiego w Dallas. W latach 80. ustalił, że przekaźnikiem informacji przenoszonej przez hormony komórkom są specjalne białka, nazwane potem białkami G (od jego nazwiska), i określił ich rolę w przewodzeniu sygnałów w komórkach. Przypuszcza się, że zaburzenia w działaniu tego przekaźnika mogą być przyczyną powstawania wielu chorób, między innymi cukrzycy i niektórych nowotworów złośliwych. Zaburzenia w ich działaniu wyjaśniają przyczyny problemów dziedzicznych w przemianie materii, chorób nowotworowych, alkoholizmu, a nawet chronicznego kaszlu.